# Meteor von Tscheljabinsk

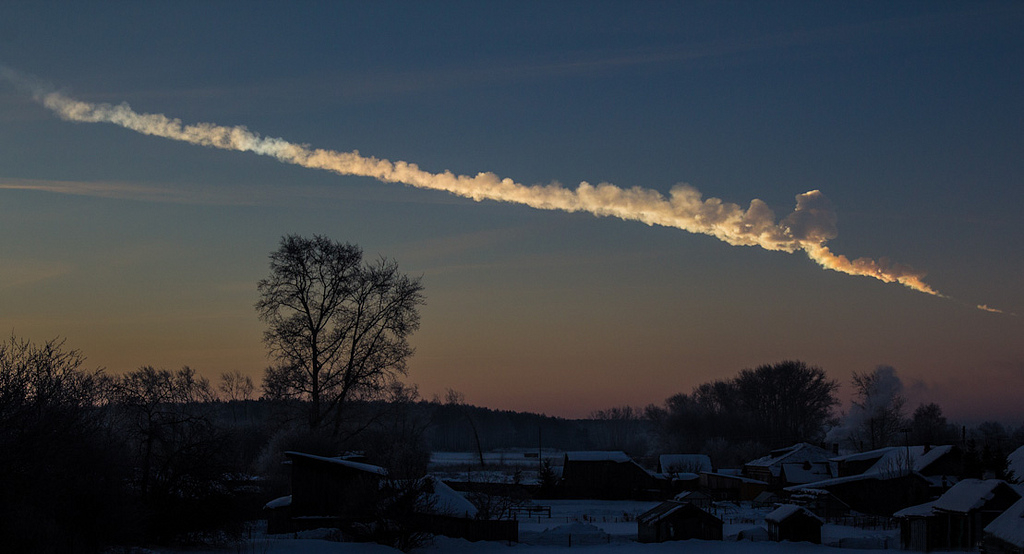
Rauchspur des Meteors von Jekaterinburg aus, etwa 200 km von Tscheljabinsk entfernt

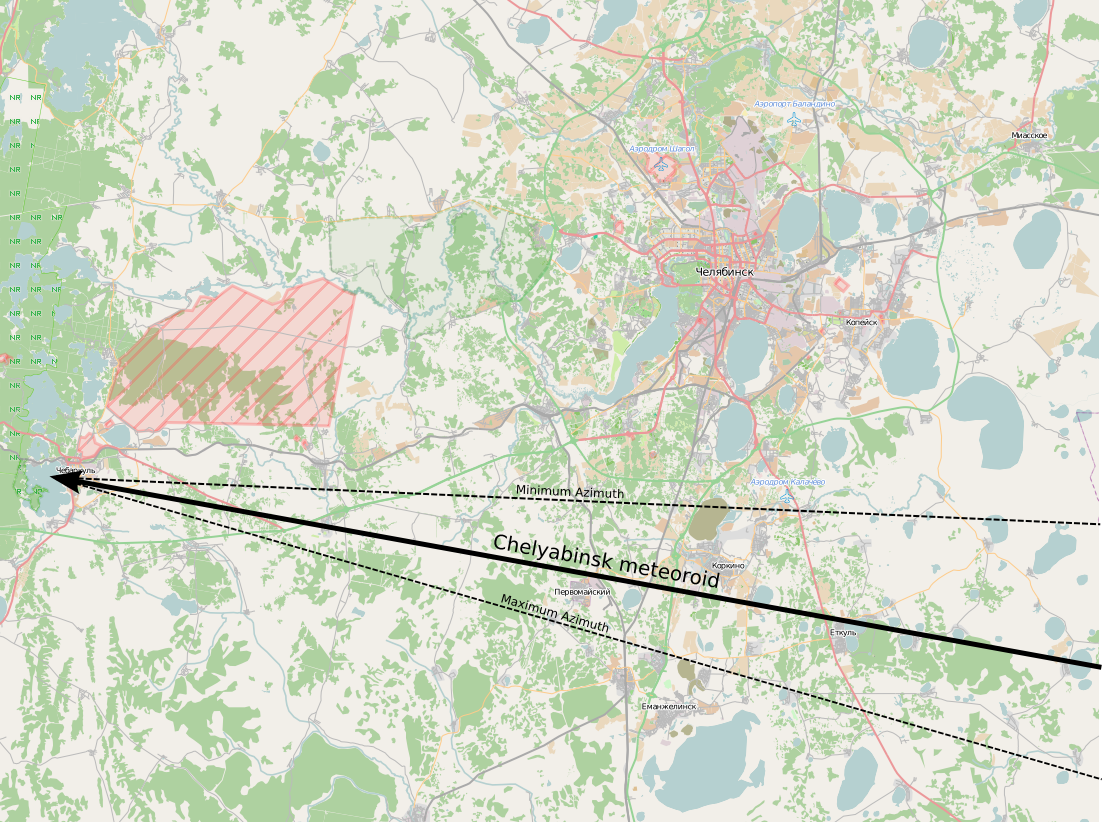
Rekonstruierte Flugbahn des Meteors

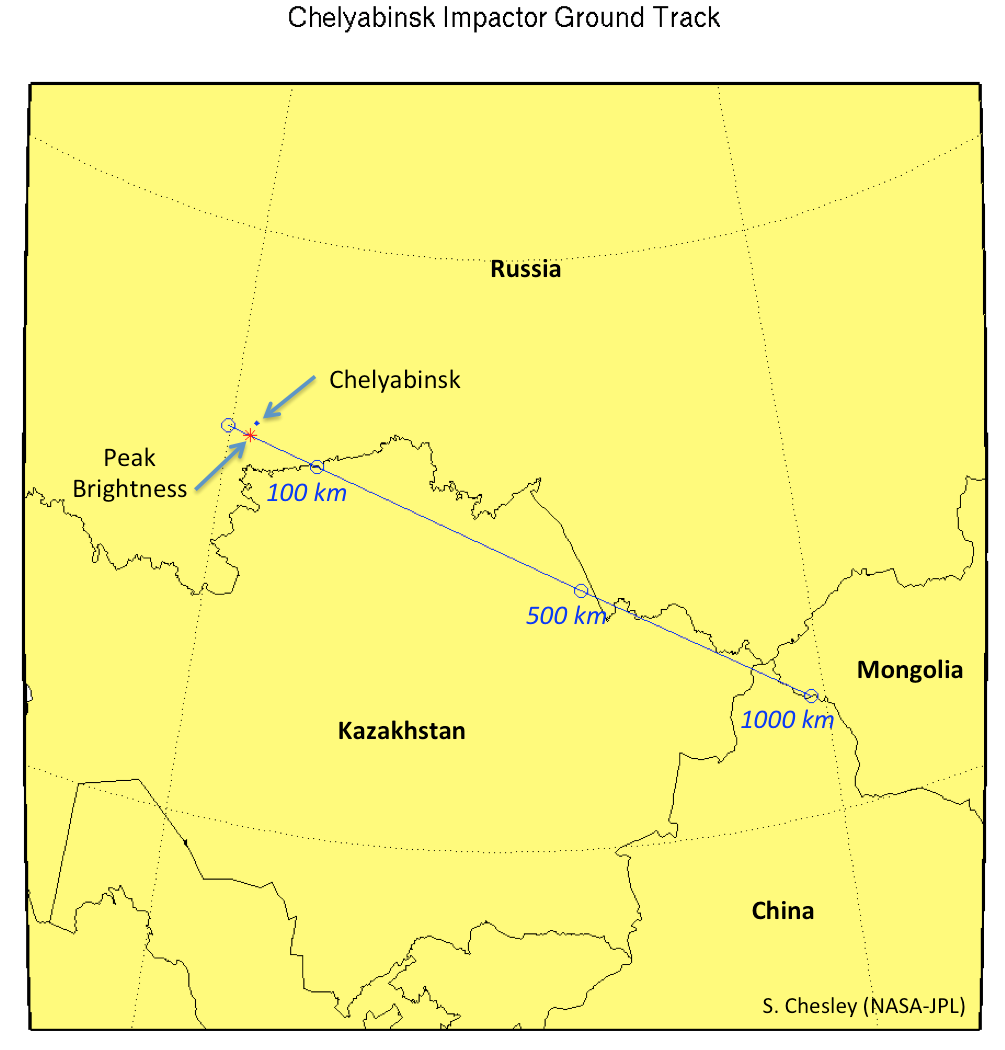
Projektion der Flugbahn in kleinerem Maßstab

Der Meteor von Tscheljabinsk war ein am 15. Februar 2013 um etwa 9:20 Uhr Ortszeit (4:20 Uhr MEZ) weithin sichtbarer Meteor in der Tscheljabinsker Oblast rund um die Stadt Tscheljabinsk im russischen Ural, nachdem ein Meteoroid bzw. kleiner Asteroid in die Erdatmosphäre eingetreten war. Nach Rekonstruktion der Flugbahn zählte er mit hoher Wahrscheinlichkeit zur Gruppe der erdnahen Asteroiden vom Apollo-Typ.
Es handelte sich um den größten bekannten Meteor (ca. 12.000 t Masse) seit über 100 Jahren. Ein noch größerer Meteor könnte zuletzt beim Tunguska-Ereignis im Jahr 1908 in die Erdatmosphäre eingedrungen sein. Bisher einmalig für einen Meteoritenfall ist die hohe Zahl der verletzten Personen von rund 1500 – die meisten durch splitterndes Fensterglas.

## Folgen
Der Meteor wurde vielfach beobachtet und gefilmt. Unter anderem existieren viele Videoaufnahmen, die mit den in Russland weit verbreiteten Autokameras aufgenommen wurden. Das Auseinanderbrechen des Meteors verursachte eine Druckwelle und eine Abfolge lauter Knalle, die zeitverzögert wahrgenommen wurden. Durch die Druckwelle entstanden zahlreiche Schäden, vor allem zerbrochene Fenster. Es wurden schätzungsweise 3700 Gebäude beschädigt. Das Dach einer Fabrik stürzte ein. Nach Angaben der Behörden gab es Schäden in sechs Städten der Region. 1491 Menschen wurden verletzt und suchten medizinische Hilfe. Die meisten davon erlitten Schnittwunden durch splitterndes Glas sowie Prellungen. 43 Personen mussten stationär im Krankenhaus aufgenommen werden.
Presseberichten zufolge schlug ein Meteoritenbruchstück in den Tschebarkulsee nahe der gleichnamigen Stadt etwa 80 Kilometer südwestlich von Tscheljabinsk entfernt ein. In der Eisdecke des zugefrorenen Sees entstand dadurch ein Loch mit einem Durchmesser von sechs Metern (Lage). Die Analyse der um das Loch gefundenen Fragmente in einer Größe von 5 bis 10 mm ergab, dass es sich um Meteoritengestein handelt, und zwar um gewöhnliche Chondriten (LL5-Chondrite (Low-Metal, Low-Iron)).
Der Meteorit wurde vorläufig nach der nächstgelegenen Ortschaft Tschebarkul benannt, die endgültige Namensgebung erfolgte im März 2013 durch die Meteoritical Society und lautet Chelyabinsk. Am 16. Oktober 2013 wurde aus den Seeablagerungen ein Stück des Meteoriten mit einer Masse von mehr als 570 kg geborgen.

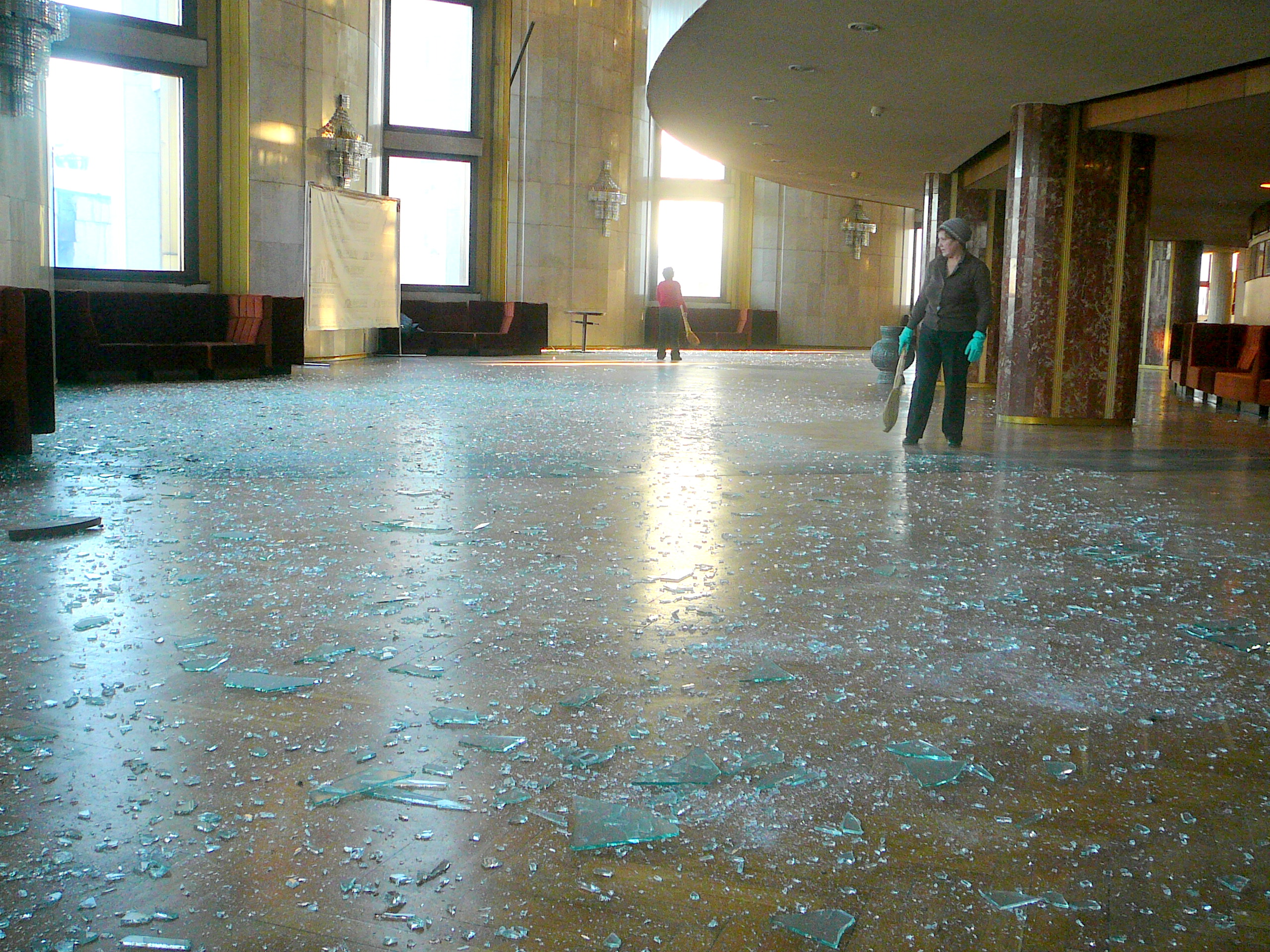
Zerbrochene Fenster im Schauspielhaus Tscheljabinsk durch die vom Meteor verursachte Druckwelle
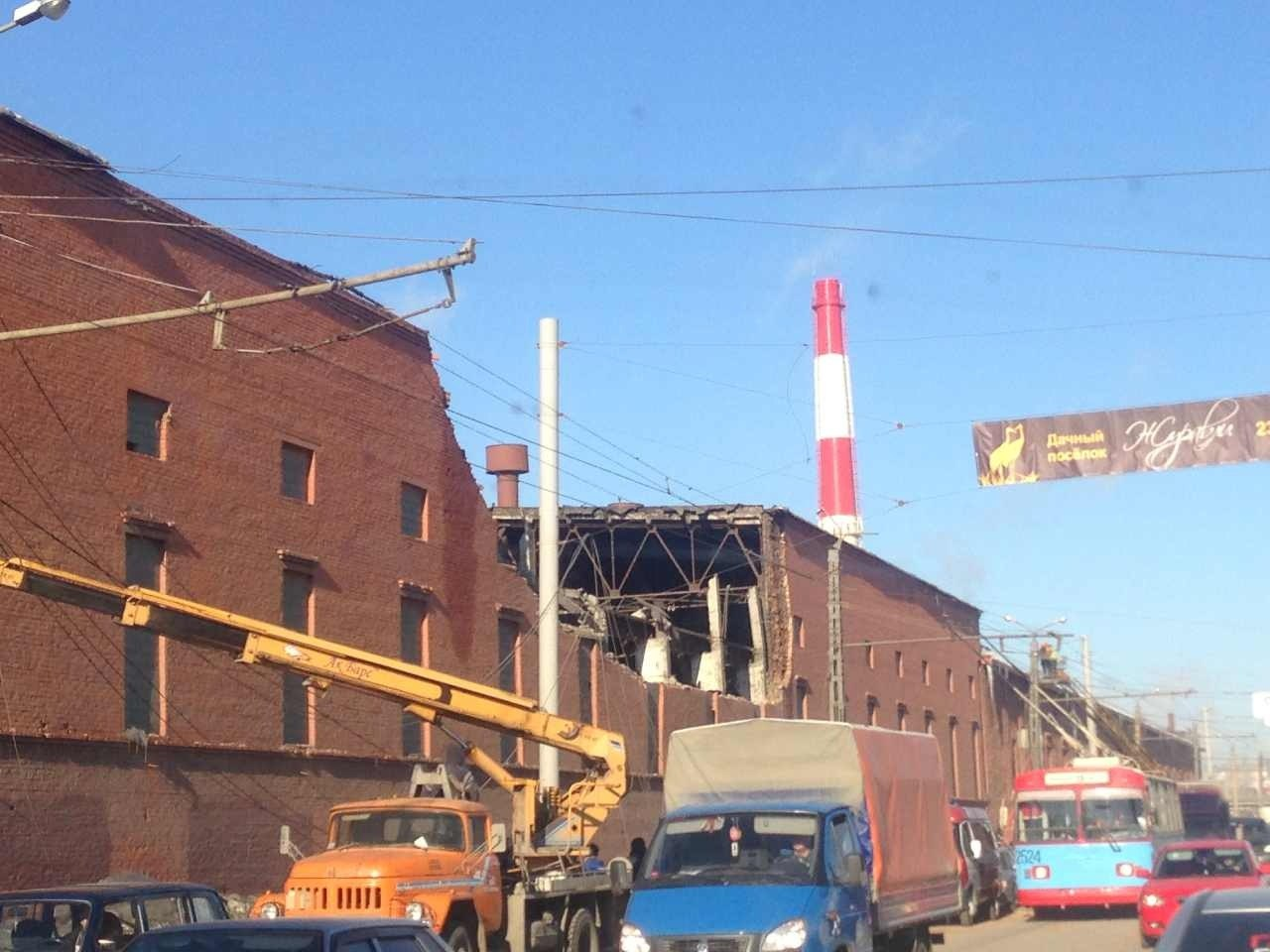
Die von der Druckwelle beschädigte Zinkfabrik in Tscheljabinsk

## Wissenschaftliche Auswertung
Das Objekt kam aus Richtung der Sonne und konnte daher von keinem der Himmelsüberwachungsprogramme (wie z. B. NEAT, LINEAR, LONEOS, CSS, CINEOS, Spacewatch) entdeckt werden. Der Asteroid trat mit einer Geschwindigkeit von 19,2 km/s und einem Winkel zur Horizontalen von 18,3 Grad in die Atmosphäre ein. Die kinetische Energie wurde auf Grundlage von Infraschall-Messungen auf ein TNT-Äquivalent von über 500 Kilotonnen geschätzt, entsprechend 12 bis 13 kt Masse und 19 m Durchmesser bei einer Dichte von 3,3 t/m3. Die Internationale Astronomische Union klassifizierte das Ereignis als „Superbolide“.
Auslöser der Druckwelle war ein so genannter Airburst. Dabei brach das Objekt beim Eintritt in die Erdatmosphäre infolge von Luftreibung und -kompression in einer Höhe von etwa 30 km auseinander. Die Bruchstücke besitzen insgesamt eine wesentlich größere Reibungsfläche, wodurch es zur schlagartigen Energiefreisetzung kommt.
Das Objekt erzeugte beim Auseinanderbrechen einen Lichtschein, der etwa 30 Mal so hell wie die Sonne erschien. Im Rahmen des Kernwaffenteststopp-Vertrages von der CTBTO installierte Infraschall-Messstellen detektierten das bislang stärkste Ereignis seit Beginn der Messungen. Seismographen des USGS und Wettersatelliten wie Meteosat-9 und 10, Fengyún 2 und MTSAT-2 lieferten ebenfalls Daten. Suomi NPP untersuchte über Wochen die feine Trümmerwolke des Meteors in der Atmosphäre. Eine erste Rekonstruktion der elliptischen Bahn des Meteoroiden durch die NASA ergab, dass sie über den Marsorbit hinausführte.
Forscher halten es für möglich, dass das Objekt von Tscheljabinsk ein Bruchstück des Apollo-Asteroiden 2011 EO40 war. Im November 2013 veröffentlichte Analysen weisen möglicherweise auf den Asteroiden (86039) 1999 NC43 hin, beziehungsweise könnte der Mutterkörper Teil eines Rubble Pile aus der Flora-Gruppe, aus dem inneren Asteroidengürtel sein. Eine im Mai 2014 veröffentlichte Analyse erhärtete die Bruchstücktheorie, auch wurde das Mineral Jadeit im Meteoriten von Tscheljabinsk festgestellt.

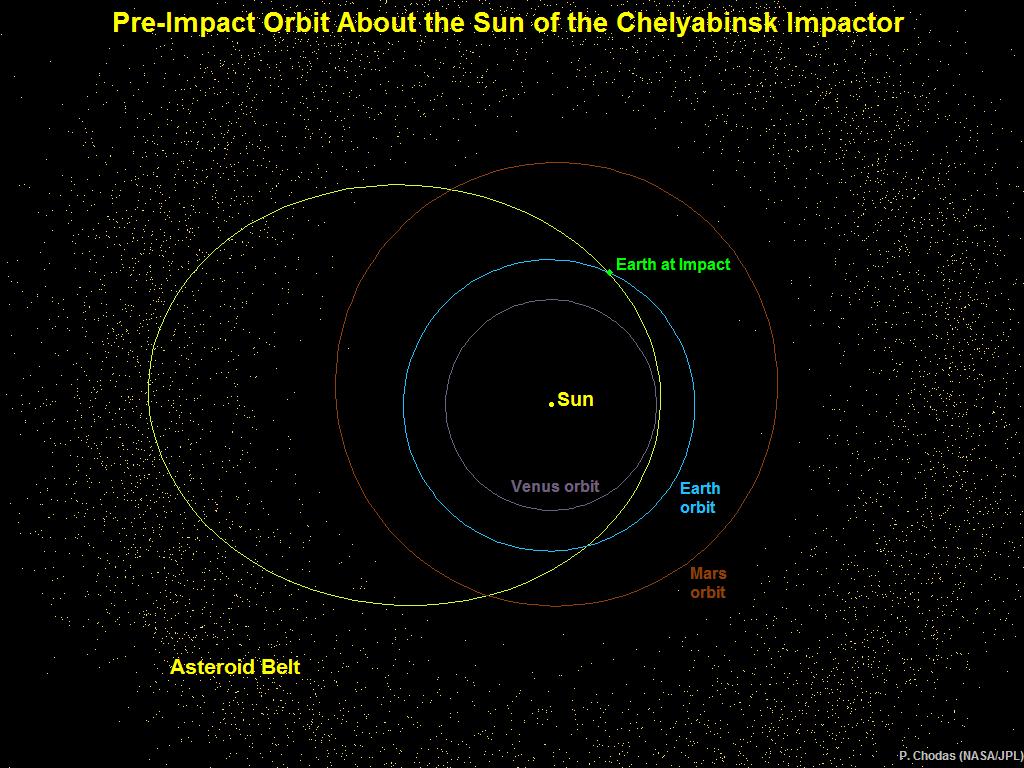
Die deutlich exzentrische Bahn des Tscheljabinsk-Meteoroiden tangierte in ihrem sonnennahen Punkt fast die Venusumlaufbahn. Auf der anderen Seite führte die Bahn bis in den Asteroidengürtel.
Größenvergleich der geschätzten Größen des Barringer-Krater-Meteoriten, des Tscheljabinsk-Meteors (rot), des Hoba-Meteoriten und einer Boeing 747
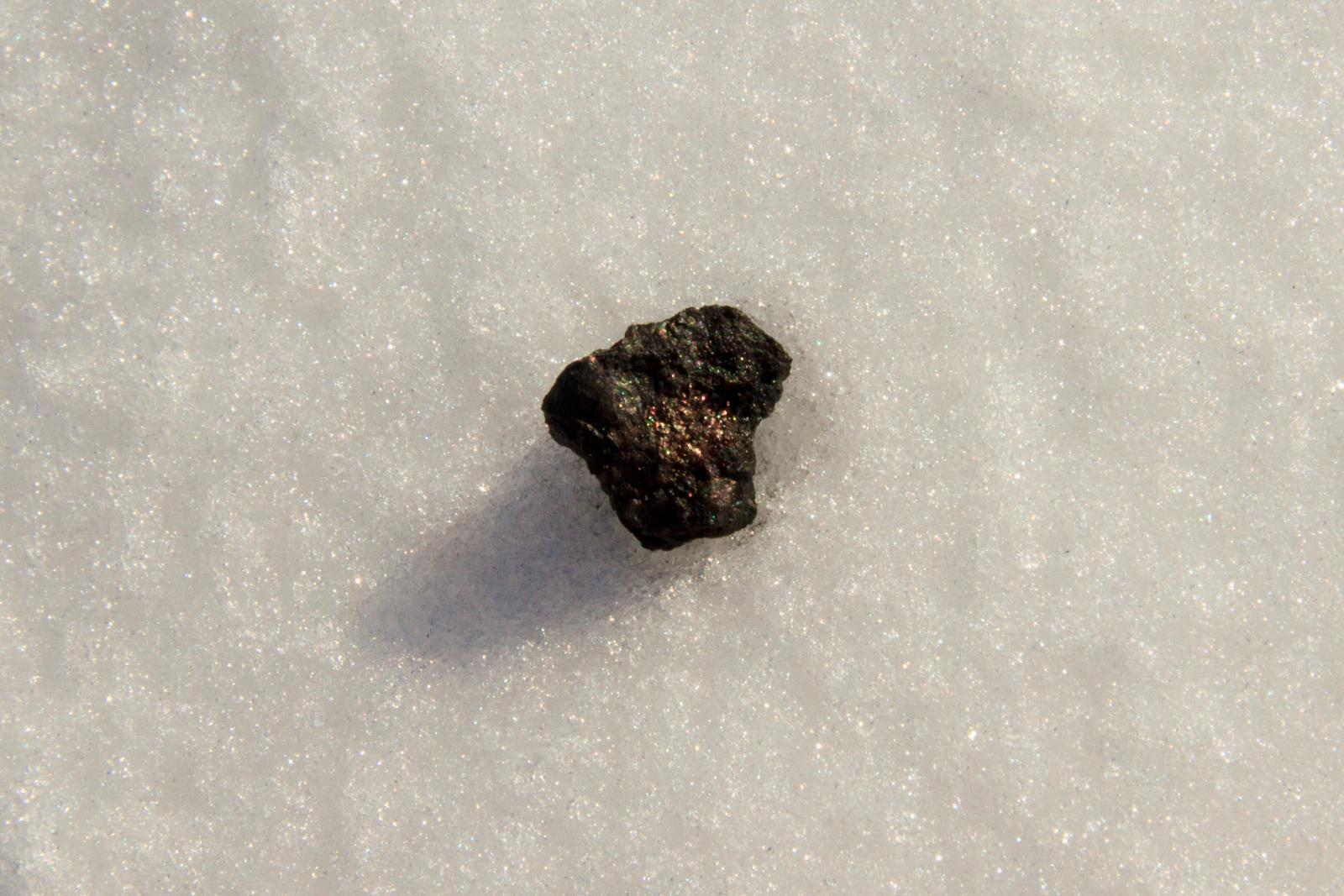
Meteoriten-Fundstück der Uralischen Föderalen Universität Ural, gefunden am Tschebarkulsee in der Nähe des Meteor-Einschlags
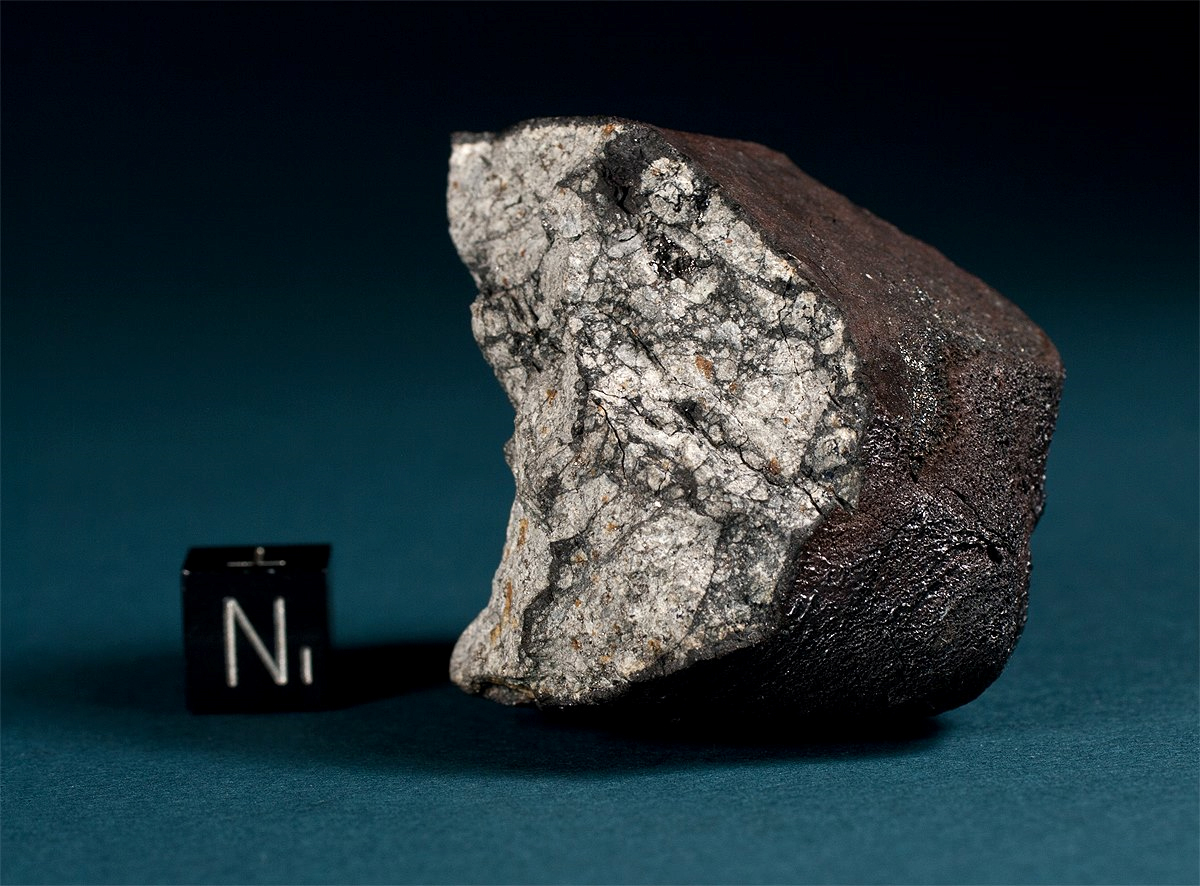
Charakteristische Bruchfläche mit Schmelzklasten, Schockebenen und deutlich sichtbarer Brekzierung
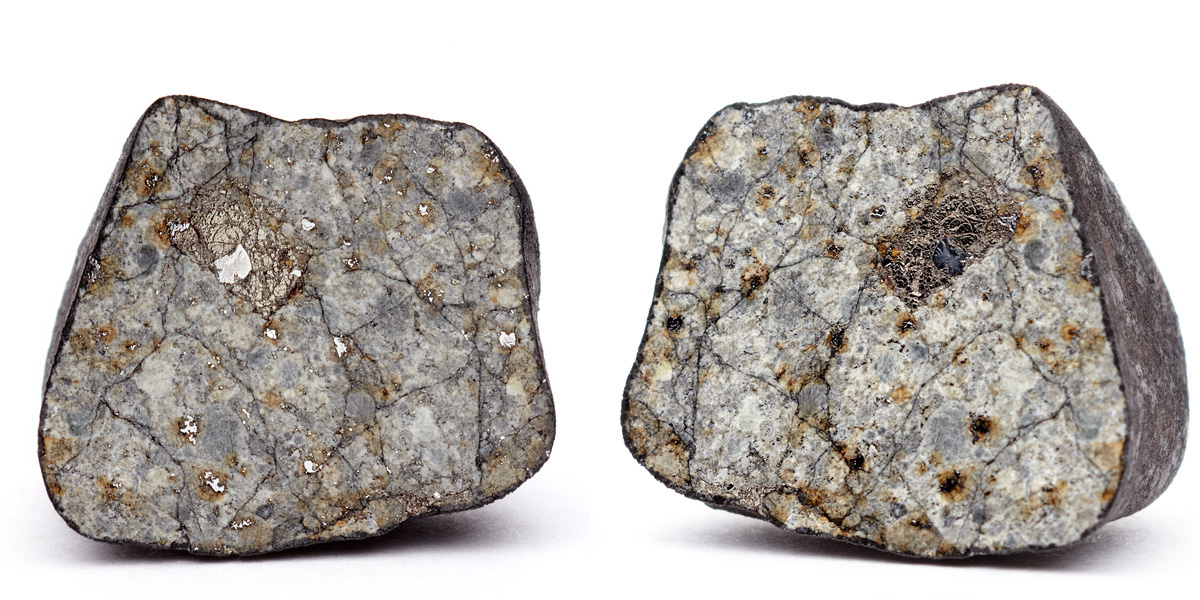
Makrophoto eines aufgeschnittenen Fundstücks
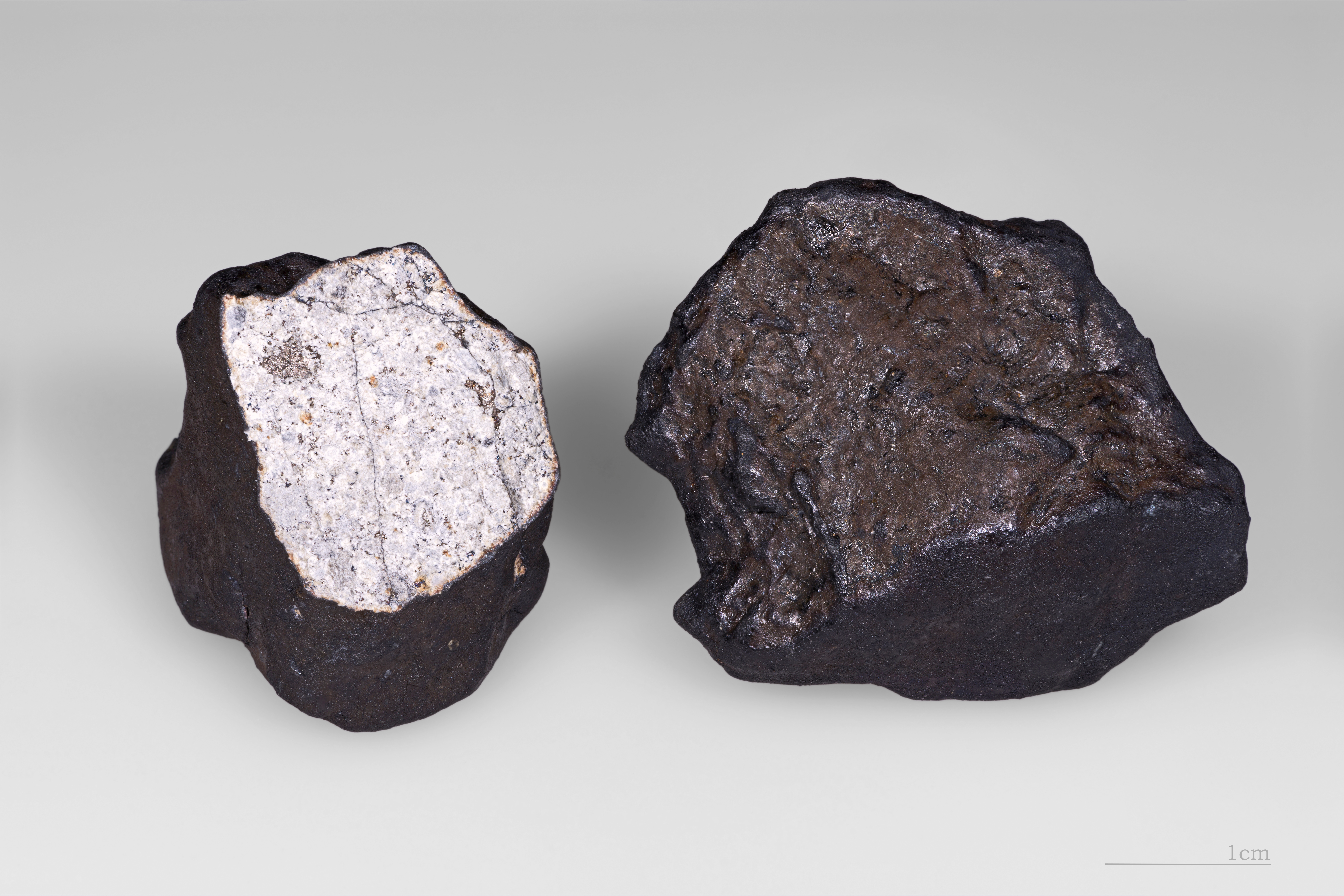
Weiteres Fundstück
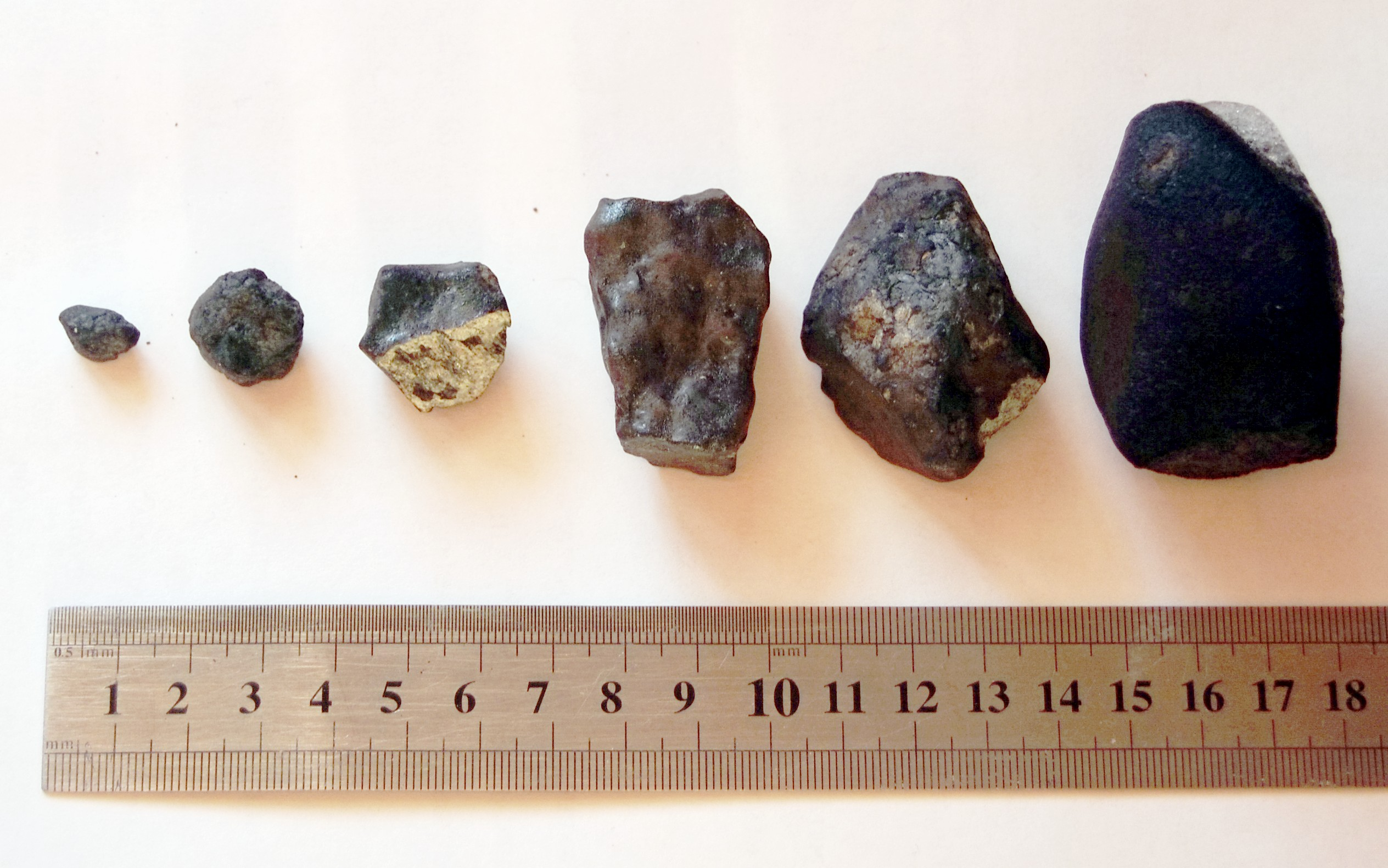
Verschiedene gefundene Fragmente in unterschiedlichen Größen
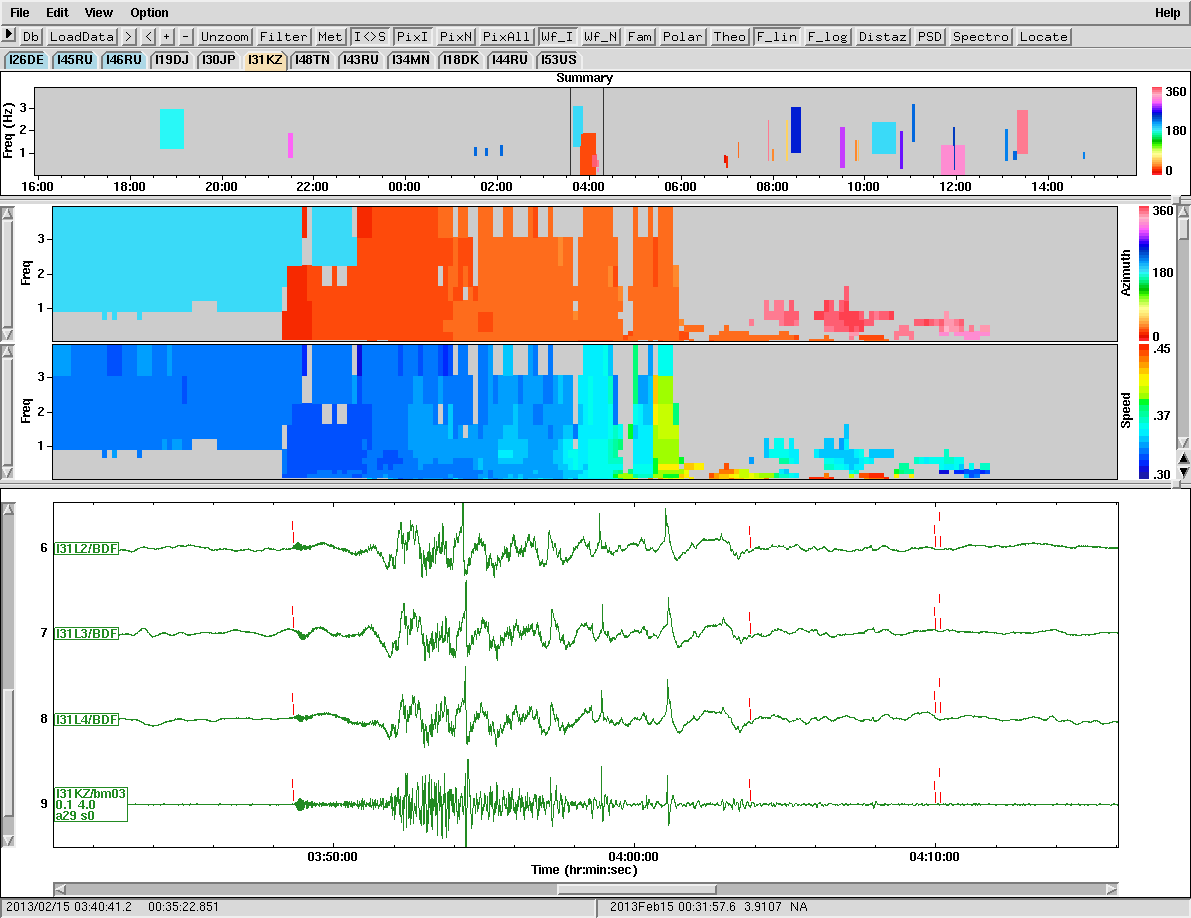
Diagramme der Infraschall-Aufzeichnung des CTBTO
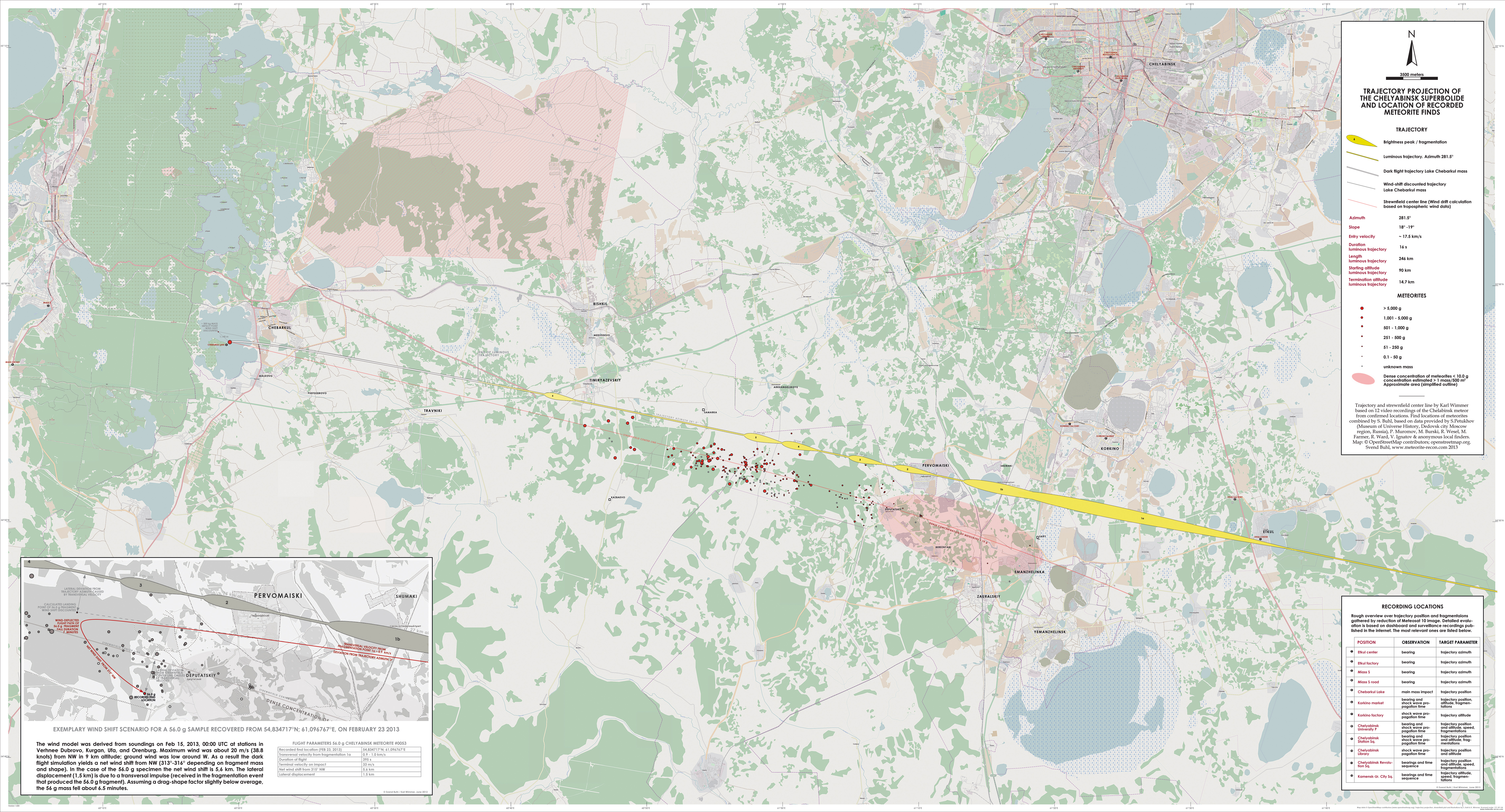
Flugbahnprojektion und Streufeldkarte mit 253 dokumentierten Fundpositionen von Tscheljabinsk-Meteoriten

### Koinzidenz (367943) Duende

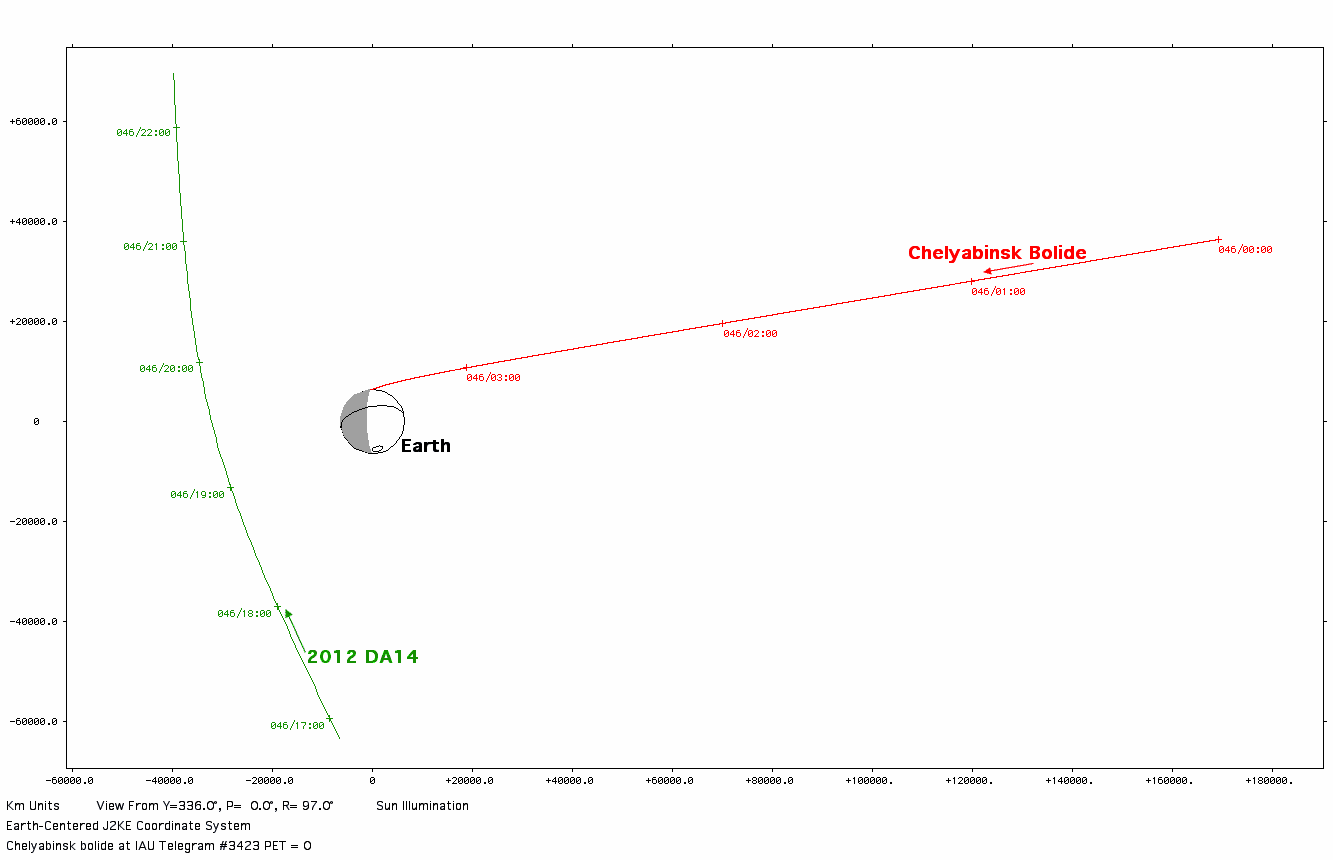
Die Bahnen des Tscheljabinsk-Meteoroiden und (367943) Duende sind komplett verschieden

Dichteste Annäherung des Asteroiden (367943) Duende an die Erde, maßstabsgetreu.

Der Meteoritenfall fand nur circa 20 Stunden vor der größten Erdannäherung des Asteroiden (367943) Duende statt. Dieser hat etwa den doppelten Durchmesser des Tscheljabinsk-Meteoroiden und eine geschätzte Masse von 130.000 Tonnen. Laut der Europäischen Weltraumorganisation und der NASA ist ein Zusammenhang der beiden Ereignisse aufgrund stark unterschiedlicher Bahnen der Objekte auszuschließen.

### Videos
- Asteroid Initiative Workshop Cosmic Explorations Speakers Session auf YouTube NASA, 21. November 2013, (Video 1:03:41) – Vorredner: Andy Shaner (LPI); Einleitung: Stephen (Steve) J. Mackwell (director LPI) (1:55–5:26; Insert 3:18/1:03:41); Referat: David (Dave) A. Kring (LPI) (5:16–end; Insert 5:36/1:03:41). – Lunar and Planetary Institute (LPI), Houston, Texas, gegründet etwa 1968, betrieben von: Universities Space Research Association (USRA) in Kooperation mit NASA.[45][46]